# Valdemar da Prússia
Valdemar da Prússia (em alemão:  Waldemar Wilhelm Ludwig Friedrich Viktor Heinrich Prinz von Preußen), (20 de março de 1889 - 2 de maio de 1945) foi o filho mais velho do príncipe Henrique da Prússia e da sua esposa, a princesa Irene de Hesse e Reno. Casou-se com a princesa Calixta de Lippe (1895-1982) no dia 14 de agosto de 1919 em Hemmelmark. O casal não teve filhos.

## Biografia
Valdemar, tal como o seu primo, o czarevich Alexei da Rússia, o seu tio, o príncipe Frederico de Hesse e Reno, o seu irmão mais novo Henrique e outros membros da família do lado da mãe, sofria de hemofilia. Morreu numa clínica em Tutzing, na Baviera devido à falta de sangue para realizar uma transfusão durante um ataque da doença. Valdemar e a esposa tinham fugido de casa devido ao rápido avanço dos exércitos russos durante a Segunda Guerra Mundial quando começou o ataque. Quando chegou à clínica recebeu uma transfusão, mas no dia seguinte, a 1 de maio de 1945, o Exército dos Estados Unidos requisitou todos os recursos médicos para cuidar das vítimas de um campo de concentração próximo, o que impediu qualquer outra transfusão. Valdemar morreu no dia seguinte.